# Tharrhalea bicornis
Tharrhalea bicornis är en spindelart som beskrevs av Simon 1895. Tharrhalea bicornis ingår i släktet Tharrhalea och familjen krabbspindlar.
Artens utbredningsområde är Filippinerna. Inga underarter finns listade i Catalogue of Life.